# Hermann Tamm
Hermann Tamm (* 22. September 1868 in Lobenstein; † 31. März 1946 ebenda) war ein deutscher Lohgerber und Politiker (DVP).

## Leben
Tamm war evangelisch-lutherischer Konfession und lebte von 1902 bis 1946 als Gesellschafter und Besitzer der 1865 vom Vater gegründeten Gerberei C.H. Tamm in Lobenstein. In Lobenstein war er unter anderem Mitglied und zeitweise Vorstandsmitglied des Gewerbevereins und
des Spar- und Vorschuß-Kassensvereins sowie langjähriges Mitglied der Freiwilligen Feuerwehr.
Zwischen 1901 und 1910 gehörte er dem Gemeinderat der Stadt Lobenstein an, von 1907 bis 1910 als Vorsitzender. Nach der Novemberrevolution schloss er sich der DVP an. Für diese wurde er 1920 in den Thüringer Landtag gewählt, dem er in der ersten Wahlperiode bis 1921 für den Wahlkreis Reuß angehörte.